# Arno Hofstede
Arno Hofstede (Oosterbeek, 3 juli 1965) is een Nederlands oud-voetballer en verdediger van Go Ahead Eagles, sc Heerenveen en Willem II.
In de jeugd speelde Hofstede bij OVC '85 uit Oosterbeek. Hofstede debuteerde pas op zijn twintigste in het eerste elftal van Go Ahead Eagles. Hij deed dat op 6 oktober 1985 in de wedstrijd FC Twente-Go Ahead Eagles (0-0).
Bij Go Ahead speelde hij tot de zomer 1990 waarna hij voor één seizoen naar SC Heerenveen vertrok. Hierna speelde Hofstede vier seizoenen lang voor Willem II waarna hij weer terugkeerde bij zijn oude liefde, Go Ahead Eagles.
Arno Hofstede is een oudere broer van Peter Hofstede, die eveneens profvoetballer was.
Tegenwoordig geeft Arno golfles bij golfclub Heelsum.